# لويس هورمازبال
لويس هورمازبال (بالإسبانية: Luis Hormazábal)‏ هو مدرب كرة قدم ولاعب كرة قدم تشيلي في مركز الدفاع، ولد في 13 فبراير 1959 في سانتياغو في تشيلي. شارك مع منتخب تشيلي لكرة القدم. أما مع النوادي، فقد لعب مع كولو-كولو.

## وصلات خارجية
- لويس هورمازبال على موقع قاعدة بيانات كرة القدم.إي يو (الإنجليزية)
- لويس هورمازبال على موقع ناشيونال فوتبول تيمز (الإنجليزية)
- لويس هورمازبال على موقع عالم كرة القدم.نت (الإنجليزية)